# スペクトロスコピック感光材料
スペクトロスコピック感光材料（スペクトロスコピックかんこうざいりょう）はコダックが1990年代頃まで製造していた天体用写真フィルム、写真乾板である。
乳剤タイプは感度が低く粒状性や解像力が高い方からI、Ia、II、IIa、103、103a、III、IIIa、IV、V、649の11種類がある。a（Astronomy ）のつく乳剤タイプは天体用を表し、1分以上の露光時間を必要とする場合に推奨される。また分光増感域によりZ、N、F、Hα、E、D、G、GH、J、Oの全10種類があった。ただし全ての乳剤タイプと感光性の組み合わせが販売されていたわけではなく、例えば乳剤タイプ103aの写真フィルムで言うと103aE、103aF、103aG、103aOしか存在しなかった。またアマチュアが容易に入手できたのはこのうち35mmフィルムの103aE、103aF、103aOに限られ、それ以外では一時アメリカ合衆国のルミコンからIIIaJの135フィルムを輸入できた程度である。
特に103aEは1980年代当時散光星雲のHII領域を鮮鋭に撮影できる唯一の手段であったことから高い人気があったが、1980年代中盤にテクニカルパンを水素増感することで同等の感度と超微粒子で高鮮鋭度の画像が得られることが分かり、使用されなくなった。

## 欠点
高温に弱くカブりやすい。摂氏-10度以下では3年以上保管できるが、0度で1年、20度では1ヶ月、30度では10日でカブりが目立ち始める。指定保存温度は1.5度以下である。冷えたまま使うと結露する危険があるので、撮影2時間くらい前には常温に戻しておく必要がある。
フィルムベースが軟らかいため、撮影途中でフィルムがたるんでピントが出ないことがある。対策としては、いったんフィルムを巻き上げた時点で巻き戻しノブでフィルムを軽く張り、その状態で巻き戻しノブを接着力の強いガムテープ等で固定する。
乳剤膜が非常に弱く現像中に剥がれやすいので、完全に乾燥するまで乳剤面に触ったり埃をつけたりしないよう注意しなければならない。また温度衝撃に弱く縮緬状の皺がよることがあり、現像中の温度管理が重要である。水洗促進剤を使用し水洗時間を短縮するのは危険を減らすのに有効である。
停止は酢酸が濃すぎると乳剤面の中に二酸化硫黄の気泡ができてしまうので薄めにしておいた方が無難である。

## 製品
現像指定はD19で4分。
103aE
赤い光に対する感度が高い。R60、R64など濃い赤フィルターを掛けて撮影する。この赤フィルターのため、赤外線フィルム程ではないものの色収差によるピント移動が起こるので厳密にはテスト撮影によるピント合わせが必要になるが、簡易的には赤外マークとの中間に合わせることでピント合わせができる。程度問題ではあるものの、この濃いフィルターが干渉フィルターの役割を果たして水銀輝線など光害がかなりカットされるため、都会でも意外にカブリの少ない写真になる。
103aO
青い光に対する感度が高い。
103aF
全ての可視光に対する感度が高い。